# Stade français Paris

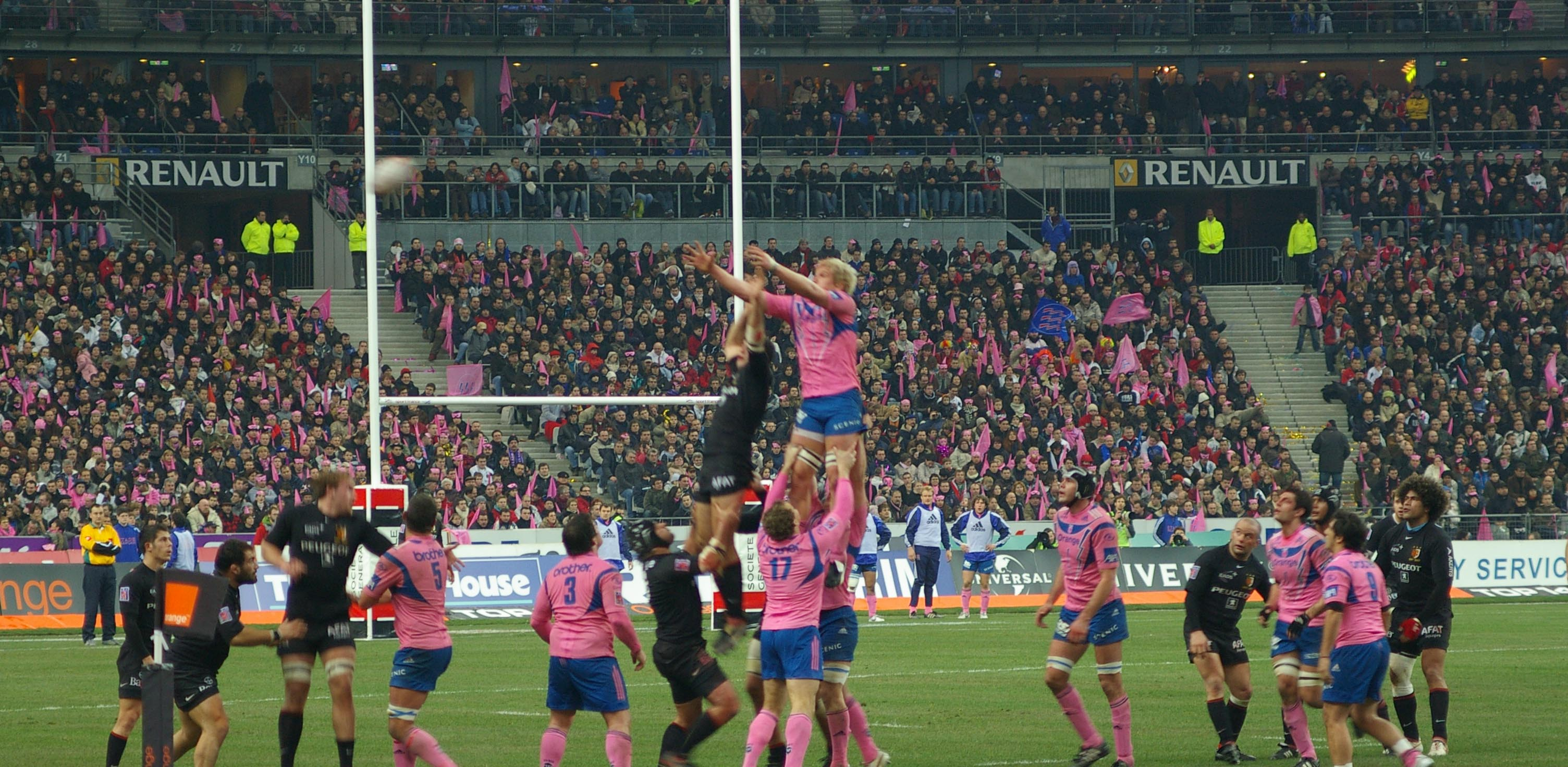
Stade français tegen Toulouse in het Stade de France in 2007

Stade français Paris, meer gekend als Stade français, is een professionele Franse rugbyclub voortgekomen uit de Parijse omnisportverenigingen Stade français en CASG Paris. Met dertien landstitels is het een van de succesvolste rugbyclubs van Frankrijk. De club staat bekend om de excentrieke, vaak rozegekleurde tenues waarin wordt gespeeld. Gonzalo Quesada werd in 2013 aangesteld als hoofdcoach.
De club is heden ten dage het resultaat van een terugkeer naar de top van het rugby, geïnitieerd en geleid door Max Guazzini. Deze ondernemer en amateur-rugbyspeler besloot in 1992 dat er in het Franse rugby een topclub uit Parijs thuishoorde. Het toentertijd op het drie na hoogste niveau spelende Stade Français, voor het laatst landskampioen in 1908, werd onderdeel van zijn plannen. Guazzini kocht Stade français en liet de club in 1995 fuseren met de rugbytak van CASG Paris. De jaren daarop promoveerde Stade français onder leiding van Bernard Laporte ieder seizoen en in 1998 werd in het eerste jaar op het hoogste niveau meteen de landstitel gewonnen.
Door de toegenomen populariteit van rugby in Frankrijk speelt de club soms wedstrijden in het Stade de France. In 2005 werd hiermee een record gevestigd toen er bij een Top 14-thuiswedstrijd tegen Toulouse 79.454 toeschouwers waren. Dit was het toentertijd hoogste aantal aantal toeschouwers bij een wedstrijd in nationaal competitieverband van clubs, voetbal of rugby, ooit in Frankrijk. Later zijn nog grotere toeschouwersaantallen behaald.

## Erelijst
Kampioen van Frankrijk

1893, 1894, 1895, 1897, 1898, 1901, 1903, 1908, 1998, 2000, 2003, 2004, 2007, 2015

## Bekende (oud-)spelers
Julien Arias